# Adrianus Jacobus Zuyderland
Adrianus Jacobus Zuyderland (Brielle, 1810 – L'Aia, 1897) è stato un militare olandese, famoso per esser stato il modello preferito per le bozze di Vincent van Gogh durante il suo soggiorno a L'Aia (1882-1883) e anche per esser stato il soggetto ritratto nel suo iconico quadro Sulla soglia dell'eternità.
Il suo personaggio, facilmente riconoscibile dalle lunghe basette, la folta barba ed un cappello solitamente cilindrico (a volte è stato ritratto con il basco) divenne quindi il protagonista di dozzine di disegni realizzati da Vincent van Gogh.

## Biografia
Esistono pochissime note biografiche su di lui, è certo però che nacque orfano a Brielle, nei Paesi Bassi, nel 1810. Viene menzionato per la prima volta da van Gogh in una lettera ad Anthon van Rappard, datata al 19 settembre 1882:
"[…] Sto facendo numerosi schizzi su gente che trovo per strada, ultimamente però sto disegnando un uomo della Casa degli Anziani". Vi è un errore in questa riga della lettera, infatti la "Casa degli Anziani" alla quale si riferisce l'artista non è una casa di riposo, bensì la Nederlands Hervormd Oude-mannen-en-vrouwenhuis in Om en Bij  (letteralmente '"Riformatorio per uomini e donne di Om e Bij").
Infatti, altre informazioni reperibili su Adrianus Jacobus Zuyderland testimoniano che in gioventù partì per una guerra e che ne uscì invalido con dei danni cerebrali (il suddetto Shell shock, termine inglese coniato durante la Prima Guerra Mondiale per descrivere dei gravi decadimenti psicologici dovuti ad un disturbo postraumatico).
Quindi si può concludere che in questa struttura vivevano dei soggetti con gravi problemi psicologici oppure delle demenze minori.
Venne ricoverato in questa struttura il 2 maggio 1861 ed era il 399º paziente (come testimonia una targhetta di cuoio cucita sulla spalla destra del suo cappotto).
Passarono gli anni e i gravi problemi che lo affliggevano si manifestavano sempre più forti, faticava a camminare, quindi si aiutava con l'ausilio di un bastone o di un ombrello. Morì nel 1897.

## Opere di van Gogh che lo ritraggono
Negli ultimi mesi del 1882 e in quelli iniziali del 1883 Vincent van Gogh lo ritrasse in una serie di studi di "uomini-orfani" (termine colloquiale olandese che sta per "veterani di guerra"):
- Uomo orfano con il cilindro, 1882, Worcester Art Museum.
- Uomo orfano con cappotto ed ombrello, visto da dietro, 1882, collezione privata.
- Nel frutteto, 1883.
- Preghiera prima del pasto, 1883.
- Sulla soglia dell'eternità, dipinto nel 1890 ma basato su una precedente litografia del 1883, Kröller-Müller Museum.
- Altre bozze senza titolo datate 1882-1883.